# 普格莱索
普格莱索（法語：Pougues-les-Eaux，發音：[puɡ lez‿o]），法国中部城市，勃艮第-弗朗什-孔泰大区涅夫勒省的一个市镇，隶属于讷韦尔区，其市镇面积为12.72平方公里，2022年1月1日时人口数量为2,388人，在法国市镇中排名第4,618位（2021年）。
普格莱索位于涅夫勒省西部，莫雷—里昂铁路和多条公路在此交汇，历史上因出产矿泉水而闻名。

## 地名来源
“Pougues”一名的来源及含义均尚有待考证；“-les-Eaux”这一后缀于19世纪后被添加。

## 历史
普格莱索的早期历史尚不清楚，该地历史上长期为讷韦尔伯国的一部分。1768年，普格境内首次发现矿泉水资源。法国大革命后，普格莱索成为涅夫勒省的一个市镇，并自1793年起成为普格莱索县的县治。工业革命期间，途经普格莱索的莫雷—里昂铁路建成通车。普格莱索境内的首家机械化矿泉水厂于1877年投产，鼎盛时期（1929年）年产矿泉水达到300万瓶。1971年，普格莱索矿泉水厂及温泉浴场均关闭。2014年，普格莱索县被撤销。2024年6月，普格莱索地区发生特大洪水，普格莱索赌场被冲毁并被迫无限期关闭。

## 地理

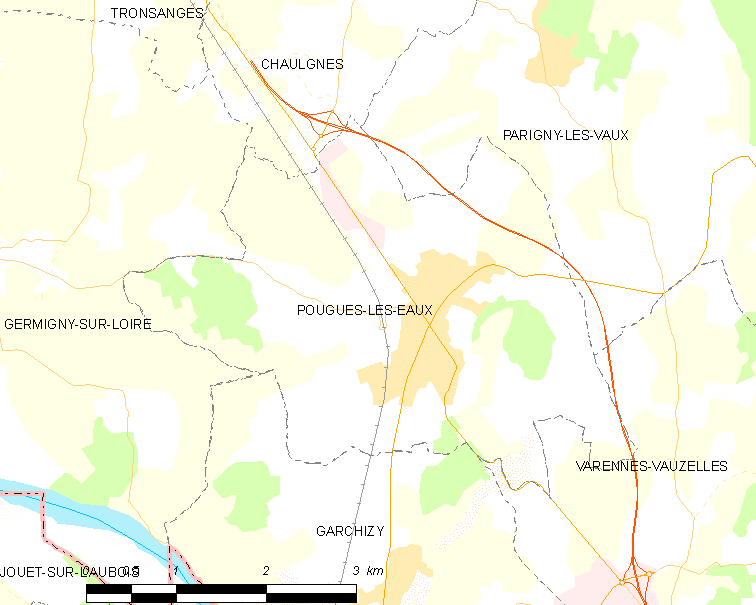
普格莱索市镇范围地图

普格莱索位于法国中部，勃艮第-弗朗什-孔泰大区西部偏南和涅夫勒省西部，距离省会讷韦尔大约11公里。与普格莱索接壤的市镇包括：绍尔涅、加尔希济、卢瓦尔河畔热尔米尼、帕里尼莱沃和瓦雷讷-沃泽勒。

### 地形
普格莱索位于莫尔旺山西侧延伸余脉与卢瓦尔河谷之间的过渡地带，境内以浅丘为主，市镇中心东南侧为日夫尔山（Mont Givre），其余区域地势较为平坦，全境海拔在169到294米之间。

### 水文
普格莱索位于卢瓦尔河流域范围内，Champ des Portes和Vernée两条溪流发源于普格莱索市镇范围内并向西流出市境。

### 植被
普格莱索属于温带阔叶混交林区，林地多分布于河流附近及坡地地带，市镇西部为布雷树林（Bois des Bourrées），西北部为里奥树林（Bois des Riots）。
在鲜花城市的评比中，普格莱索被评为2星级鲜花城市。

### 气候
普格莱索在柯本气候分类法中属于带有一定大陆性气候特征的温带海洋性气候（Cfb）。

## 行政区划
普格莱索的市镇编号为58214，邮政编号为58320。
在行政管理方面，普格莱索隶属于法国勃艮第-弗朗什-孔泰大区涅夫勒省讷韦尔区；在地方选举方面，普格莱索隶属于瓦雷讷-沃泽勒县，其市镇范围全境被划入涅夫勒省第一选区；在社会管理方面，普格莱索是讷韦尔城市圈公共社区的组成部分。
截至2024年11月，普格莱索市镇范围内暂无任何城市敏感街区及城市政策优先街区。
法国国家统计与经济研究所（简称“INSEE”）在进行数据统计时，将普格莱索市镇单独设为普格莱索城市核心区（Unité urbaine de Pougues-les-Eaux），并将包括普格莱索在内的周边共57个市镇划为讷韦尔城市区。自2020年起，讷韦尔城市区被包含93个市镇的讷韦尔城市辐射区代替。此外，INSEE还将普格莱索市镇整体看作一个“块区”（IRIS），以便于统计人口分布情况。

## 交通

### 公路
A77高速公路经过普格莱索境内并在北侧设有31号出入口。此外省道D8线、D254线和D907线在普格莱索境内交汇。
2021年，79.9%的普格莱索家庭拥有至少一辆私人汽车。2022年，普格莱索境内共发生各类交通事故1起，造成1人重伤。
| 32 | 4.5 |

| 讷韦尔 | 12 |

| 拉沙里泰 | 14 |

| 盖里尼 | 10 |

### 铁路

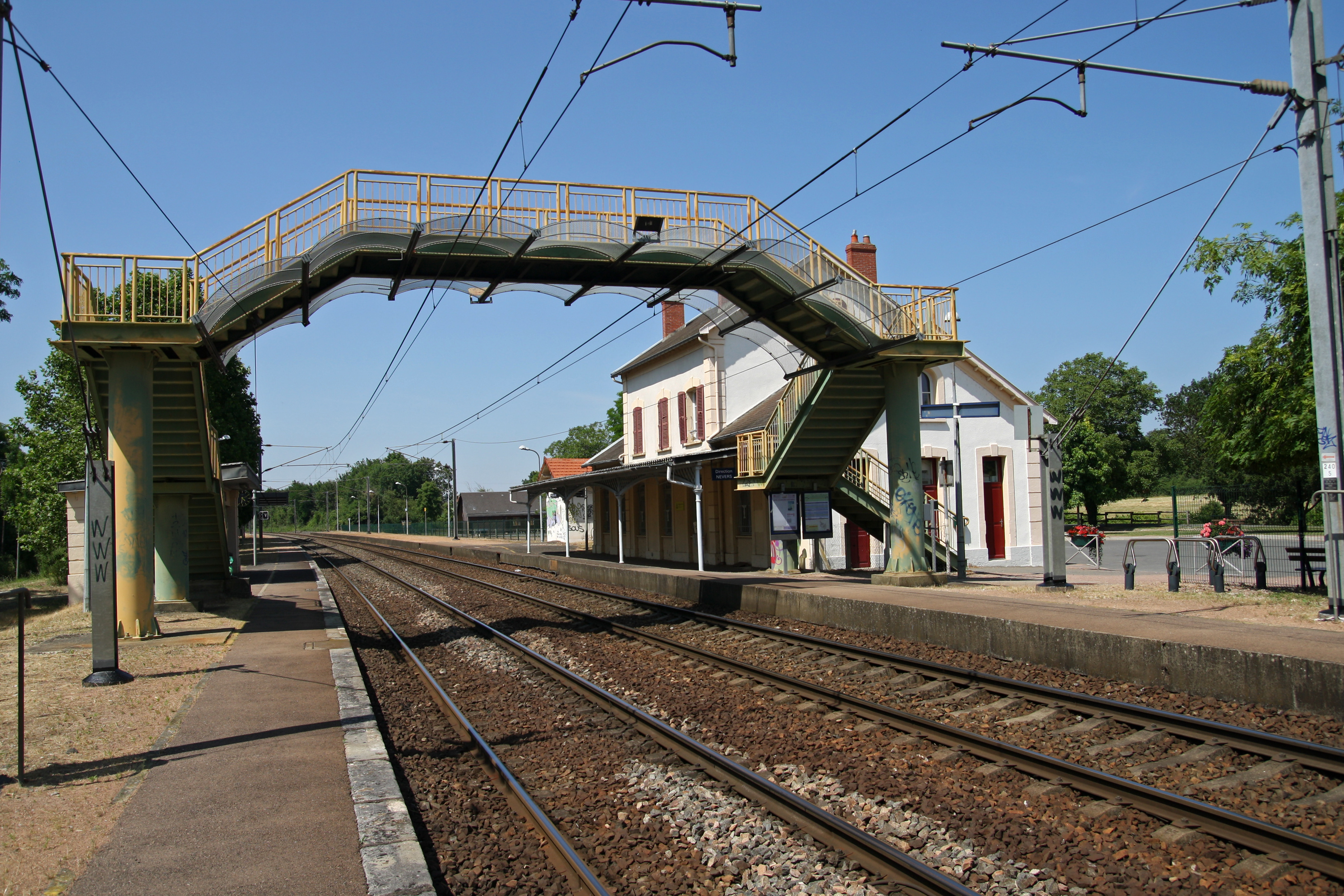
普格莱索火车站

普格莱索位于莫雷—里昂铁路上。普格莱索站位于市区西北侧，停靠往返于巴黎和讷韦尔一线的区域列车。

### 航空
普格莱索距离讷韦尔机场的公路里程大约10公里，距离巴黎-奥利机场大约222公里。

### 城市公共交通
普格莱索是讷韦尔城市公共交通（商业名称为“Taneo”）的服务覆盖范围。截至2024年11月，该系统共包括十余条公交线路，其中公交12路经过了普格莱索市区。

## 政治
普格莱索的现任市长为茜尔维·康特雷尔-阿内女士（Sylvie CANTREL-ANNÉ），她的党籍不详，在2020年的市政选举中获得了64.17%的支持率。
在2022年的法国总统大选的第二轮选举中，法国极右翼政党国民阵线主席玛丽娜·勒庞在普格莱索获得了50.75%的支持率。

## 人口
2021年，普格莱索市镇人口数量为2,374，在法国排名第4,618位。其中男性1,155人，女性1,219人，75岁及以上人口占9.9%，外籍人口数量为25人，人口密度为187人/平方公里，当地居民被称为（男性）或（女性）。2022年，普格莱索境内出生26人，死亡人口12人。
| 普格莱索1901年－2021年人口变化情况 |
|                                    |
| 数据来源：Cassini、INSEE           |

## 经济
普格莱索是一个区域性的中心城市。截至2024年11月，普格莱索市镇范围内共有各类用人单位（包含自雇）334家，平均历史为18年，其中97.44%为中小型企业（PME），2024年9月至11月间，当地的经济活力指数为0。（博彩）、（印刷）及（办公用品）是当地2022年已公布营业额最高的三个企业，分别为9,970,939欧元、7,454,540欧元和4,571,011欧元。

## 财政与居民收入
2022年，普格莱索的财政收入总额为4,183,010欧元，财政支出总额为3,294,910欧元，当年的债务总额为3,487,580欧元。2022年，普格莱索市镇通过增值税获得145,860欧元的收入，此外当地还共获得了1,024,400欧元的国家直接财政补助。
| 普格莱索居民收入情况                             | 普格莱索居民收入情况 | 普格莱索居民收入情况  | 普格莱索居民收入情况 |
| 内容                                             | 普格莱索             | 法国                  | 统计年份             |
| ------------------------------------------------ | -------------------- | --------------------- | -------------------- |
| 征税家庭总数                                     | 1,099                | 1,081（法国市镇平均） | 2022年               |
| 居民平均月收入                                   | 2,233欧元            | 2,435欧元             | 2022年               |
| 高级职员人均月收入                               | 3,827欧元            | 4,331欧元             | 2021年               |
| 中级职员人均月收入                               | 2,362欧元            | 2,470欧元             | 2021年               |
| 普通职员人均月收入                               | 1,806欧元            | 1,801欧元             | 2021年               |
| 贫困率                                           | 10%                  | 14.5%                 | 2020年               |
| 青壮年（15至64岁）失业率                         | 6.6%                 | 7.4%                  | 2020年               |
| 征税家庭数量占比                                 | 48.5%                | 45.5%                 | 2020年               |
| 家庭年均纳税                                     | 3,550欧元            | 4,393欧元             | 2022年               |
| 资料来源：INSEE、L'Internaute、Le Journal du Net |                      |                       |                      |

## 社会事务

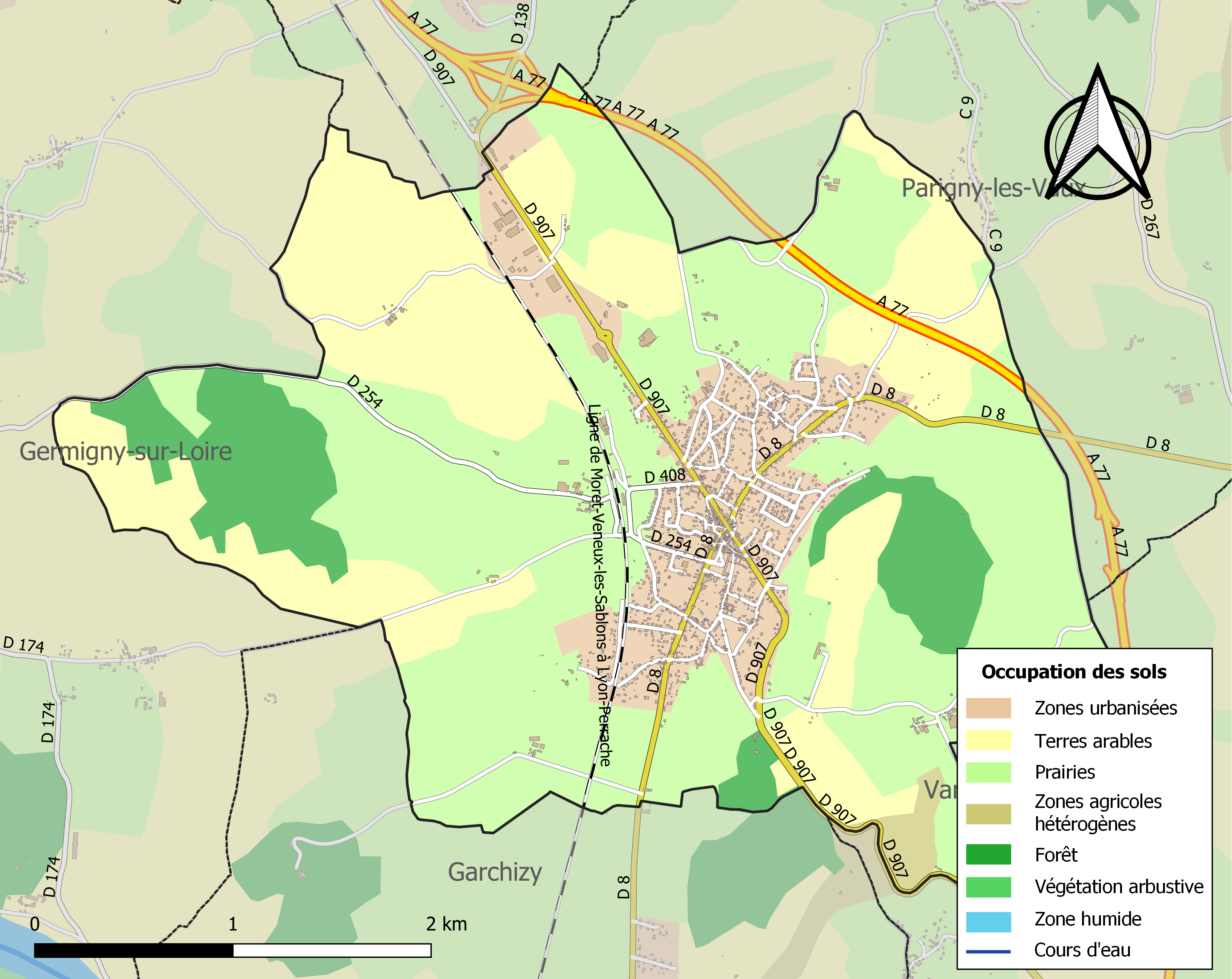
普格莱索土地利用情况地图

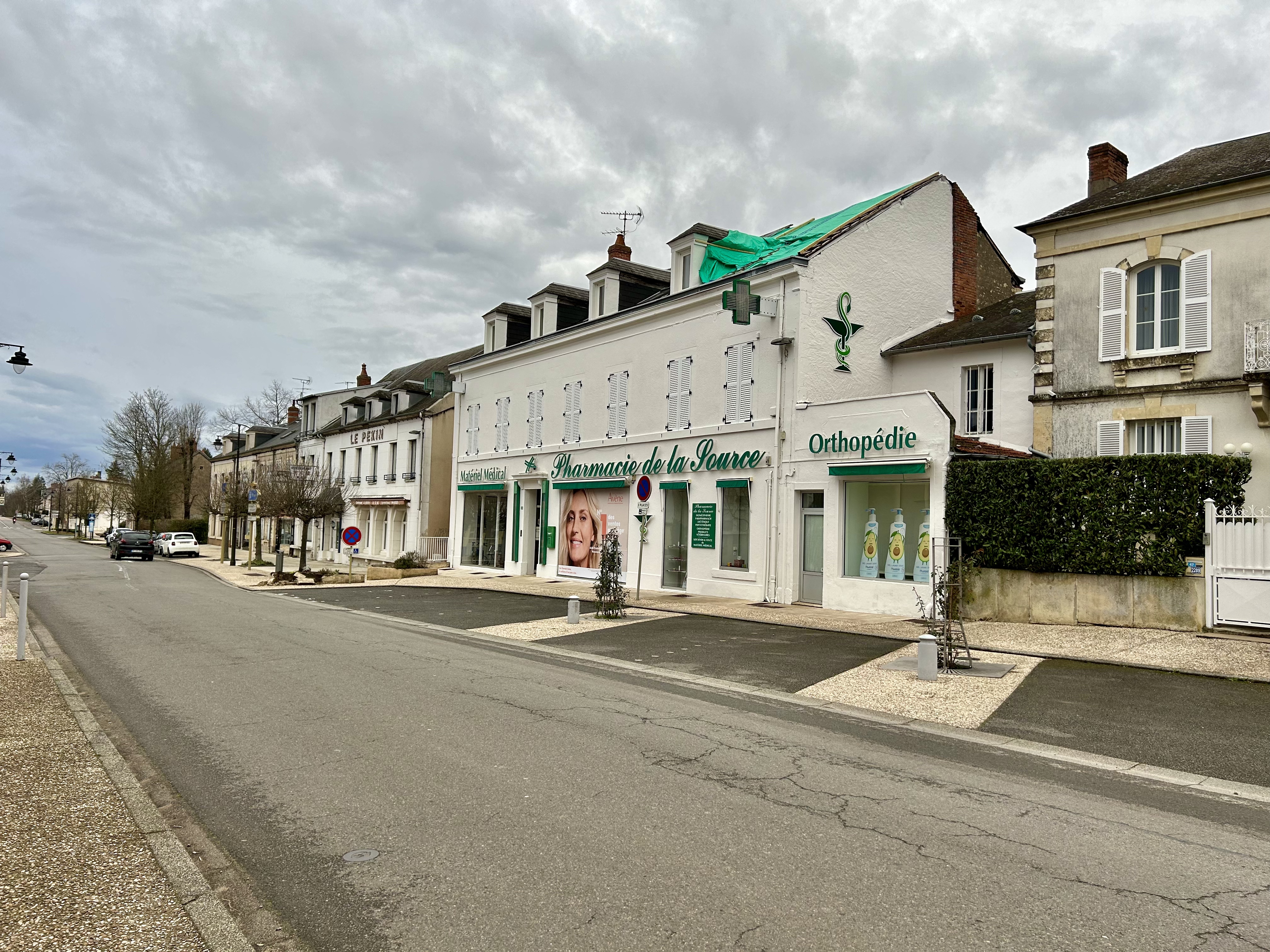
一处药房

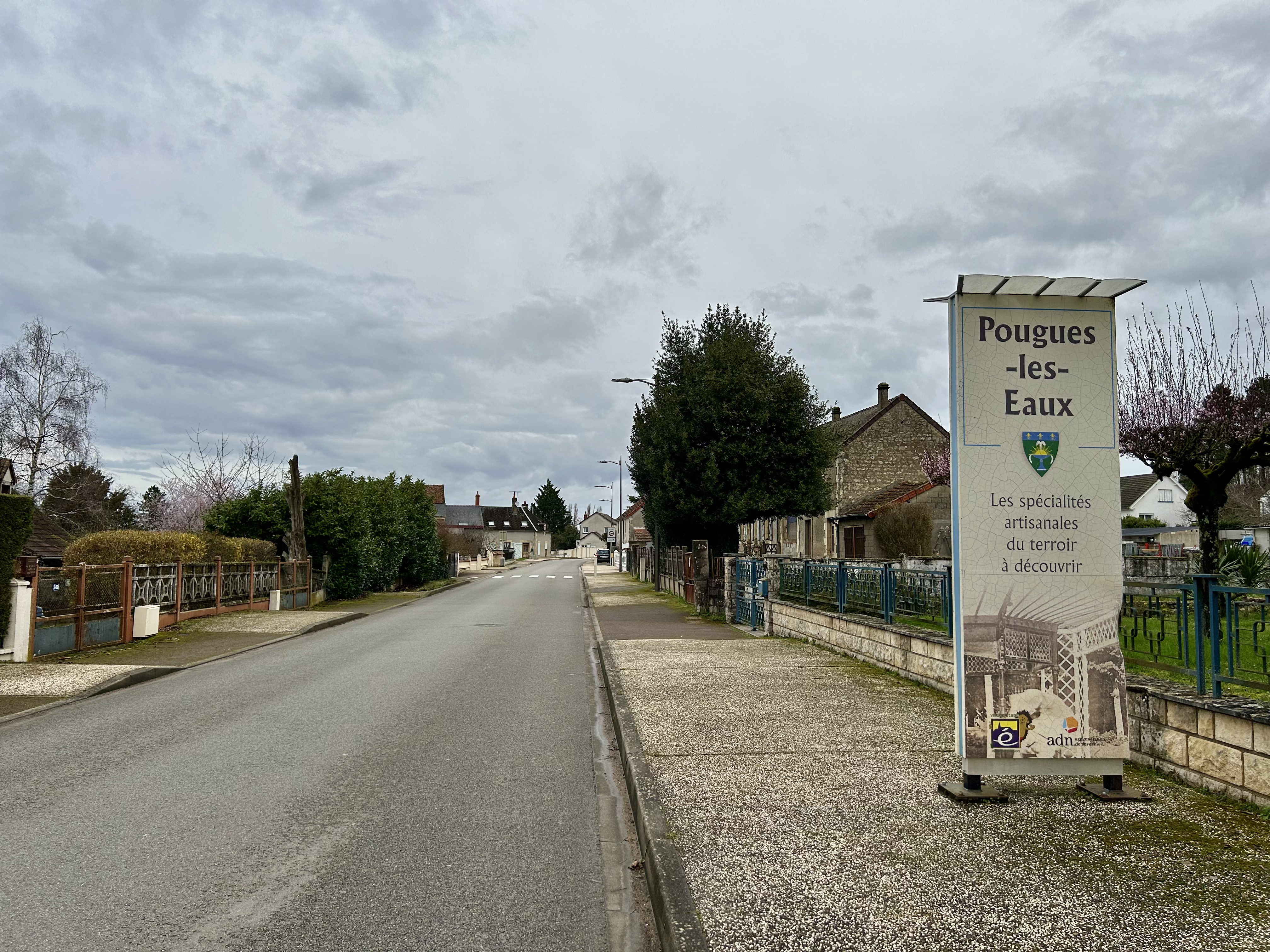
Gravotte街区

### 教育
普格莱索属于第戎学区。截至2023年1月1日，普格莱索境内有1所小学。

### 医疗
截至2023年1月1日，普格莱索境内共有全科医生1名、保健师3名、牙医2名、护士4名和药房1家。
距离普格莱索最近的区域性医疗机构为讷韦尔中心医院，其全名为“讷韦尔城市圈中心医院”（Centre Hospitalier de l'Agglomération de Nevers），其主病区皮埃尔·贝雷戈瓦医院（Hôpital Pierre Bérégovoy）位于讷韦尔市区西侧，距离普格莱索市区的正常车程大约17分钟，该院设有床位495个，是涅夫勒省规模最大的公立综合性医院。

### 住房
2021年，普格莱索境内共有各类住房1,326套，其中82.5%为独立式住宅，主要分布于市区X部；16.7%为集中式住宅，主要分布于市区X部。常住房屋占普格莱索市镇范围内居民建筑总量的86.8%。
在住房保障政策方面，2023年，普格莱索境内共有410户家庭获得了家庭津贴补助，受益人数占总人口数量的17.3%，其中130份为房租补助。

### 商业
2021年，普格莱索境内共有各类实体商铺50家，其中餐厅4家、大型超市1家、面包房1家、肉铺1家、银行门店2家、美容美发店5家、汽车维修店4家。普格莱索镇中心建有一家家乐福便民超市。

### 体育
2023年，普格莱索境内共有1家游泳池、1间体育馆、1处网球场以及1处足球或橄榄球场。
截至2024年11月，普格莱索足球运动员体育联盟（ASC Pougues-Football，编号518970）是普格莱索境内唯一的一家注册足球俱乐部，其主队2024至2025赛季参加涅夫勒省足球联赛甲组（法国第九级别），其主场为莱尚泰尔讷球场（Stade Les Chanternes）。

### 环境
普格莱索的环境事务由其所属的讷韦尔城市圈公共社区联合各级政府协调负责。2021年，普格莱索境内暂无污染企业。

### 治安
2023年，普格莱索市镇范围内累计记录各类案件24起，其中盗窃类案件7起，人身侵犯类案件5起，毒品交易类案件2起。

## 文化

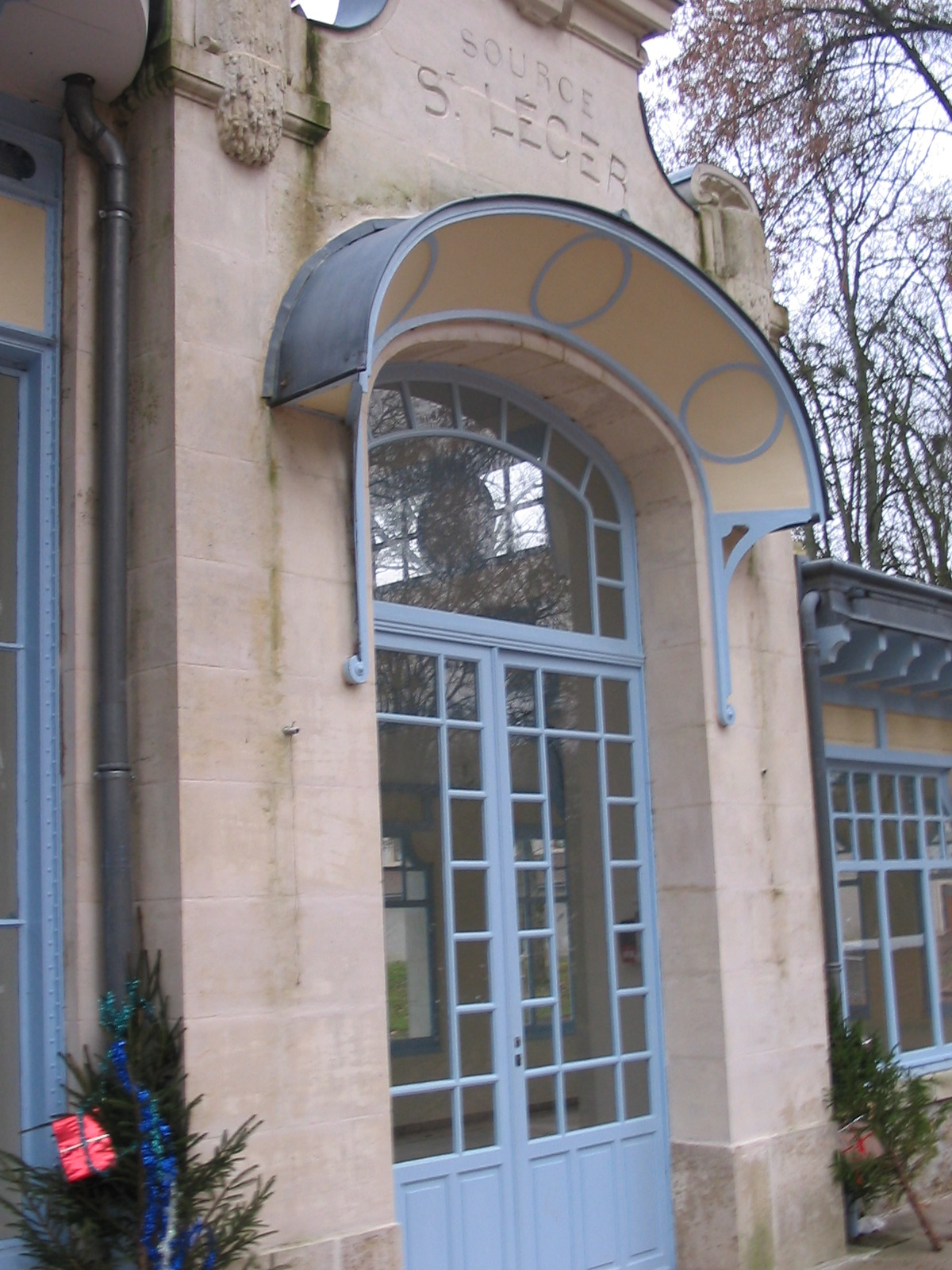
圣莱热源亭

2023年，普格莱索境内有1家博物馆。普格莱索境内建有多媒体中心（Médiathèque），每周一至五向公众开放。

### 建筑
普格莱索境内有多处历史建筑，其中圣莱热-圣莱昂源亭（Pavillon des sources Saint-Léger et Saint-Léon）为法国国家文物保护单位。

### 旅游
普格莱索的旅游事务由其所属的讷韦尔城市圈公共社区联合各级政府协调负责。2024年，普格莱索境内共有1家酒店共计28间房间；另有1个露营地，可容纳共60辆露营车。

### 媒体
法国主要的媒体均可在普格莱索接收，法国电视三台下属的勃艮第-弗朗什-孔泰大区频道在部分时段播出普格莱索所在涅夫勒省的地方新闻。一号广播、震动广播、《中部日报》等是当地主要的地方性媒体。

## 友好城市
截至2024年11月，普格莱索共与一座城市建立了友好城市关系：
- 德国 巴森海姆